# Réans
Réans är en kommun i departementet Gers i regionen Occitanien i sydvästra Frankrike. Kommunen ligger i kantonen Cazaubon som tillhör arrondissementet Condom. År 2022 hade Réans 290 invånare.

## Befolkningsutveckling
Antalet invånare i kommunen Réans
Referens:INSEE